# 태풍 사리카 (2011년)
태풍 사리카 (Sarika)는 2011년 6월 10일부터 6월 11일까지 활동했고 최저기압 996 hPa를 기록했던 2011년의 제3호 태풍이다. 필리핀과 중국에 영향을 주었다. '사리카'는 캄보디아에서 제출한 이름이며 '새'를 의미한다.

## 개요
제3호 태풍 사리카는 6월 9일 21시에 중심기압 1000 hPa, 최대풍속 18 m/s, 강풍반경 170 km로 필리핀 마닐라 서북서쪽 약 400 km 부근 해상에서 발생하였다. 하지만 중국 내륙 근처에서 발생한 태풍이여서 크게 발달하지 못한 채 하루만에 중국 푸저우 서남서쪽 약 200 km 부근 육상에서 열대저기압으로 약화되었다. 태풍 사리카가 상륙한 중국 남부지역에서 피해가 발생하였다. 23명이 사망하고, 차량 10대가 침수되었다.

## 같이 보기
- 2011년 태풍